# Ashley Walker
Ashley Walker (n. 24 februarie 1987, Stockton, California, SUA) este o fostă jucătoare profesionistă de baschet americană, naturalizată româncă.
În prezent, Ashley Walker activează ca antrenor asistent pentru echipa feminină de baschet a Universității Boston. Ea s-a alăturat staff-ului tehnic al acestei echipe în iunie 2021, după o carieră profesionistă de peste un deceniu în baschet.

## Biografie
S-a născut cu numele Ashley Jeneen Walker pe 24 februarie 1987, în Stockton, California. Walker este fiica lui Tiran și Jackie Walker. Are un frate mai mare, Tiran Jr., care joacă baschet în Anglia. Ruda sa, James Hardy, a jucat baschet pentru New Orleans/Utah Jazz în NBA. A studiat la Universitatea Berkeley din California.

## Carieră

### Cariera în liceu
Ashley a urmat liceul Grace M. Davis din Modesto, California. A fost inclusă în echipa Cal-Hi Sports all-state și a fost desemnată MVP-ul ligii în ultimul an, având medii de 21 de puncte, 20 de recuperări, 5 pase decisive și 6 capace pe meci la Grace Davis.
Walker a concurat, de asemenea, în echipa de volei a liceului timp de patru ani și a făcut parte din echipa de atletism timp de un an. În 2004, a câștigat titlul la săritura în înălțime în conferință și a fost selectată de trei ori în echipa all-conference la volei.

### Cariera universitară
Walker a urmat Universitatea din California, unde a jucat timp de patru sezoane pentru echipa Cal Bears. A evoluat pe pozițiile de pivot și extremă.
Walker este singura jucătoare din istoria Cal care a reușit să înregistreze cel puțin 1.000 de puncte, 800 de recuperări, 200 de pase decisive și 100 de capace. De-a lungul carierei universitare, a realizat 47 de double-double-uri.
Deține recordul absolut în istoria Cal pentru cele mai multe recuperări, cele mai multe aruncări libere transformate și cele mai multe aruncări libere încercate.
Cariera universitară (continuare)
În primul an (freshman), Walker a fost una dintre cele trei jucătoare de la Cal selectate în echipa Pac-10 All-Freshman, fiind pentru prima dată când o echipă din conferință avea mai mult de două selecții.
În al doilea an (sophomore), Walker a fost aleasă în echipa All-Pac-10, alături de Devanei Hampton, marcând doar a doua oară în istoria universității când echipa Cal Bears avea două jucătoare incluse în selecția All-Pac-10.
În al treilea an (junior), Walker a devenit una dintre cele doar patru jucătoare din istoria Cal care au fost incluse de cel puțin două ori în echipa All-Pac-10. A fost, de asemenea, selecționată în Pac-10 All-Defensive team și în echipa Sports Illustrated second-team All-American. Tot în acest an, a devenit a 17-a jucătoare din istoria Cal care a depășit pragul de 1.000 de puncte marcate.
În ultimul an (senior), sezonul 2008-09, Walker a fost cea mai bună marcatoare din Pac-10, având o medie de 19,8 puncte pe meci. A fost numită în First team All-Pac-10 și în First team Pac-10 All-Defensive team.

### Cariera profesionistă
| Sezon     | Club                         | Țară                       |
| --------- | ---------------------------- | -------------------------- |
| 2009      | Seattle Storm                | Statele Unite ale Americii |
| 2009-2010 | Maccabi Ashdod               | Israel                     |
| 2010-2011 | Dynamo NPU                   | Ucraina                    |
| 2010-2011 | Maccabi Ramat Hen            | Israel                     |
| 2011-2012 | Ceyhan Belediyespor          | Turcia                     |
| 2012-2013 | CSM Târgoviște               | România                    |
| 2013-2014 | Virtus Eirene Ragusa         | Italia                     |
| 2014-2015 | Famila Schio                 | Italia                     |
| 2015-2016 | Reyer Venezia                | Italia                     |
| 2016-2017 | Reyer Venezia                | Italia                     |
| 2017-2018 | Mersin Büyükșehir Belediyesi | Turcia                     |
| 2018-2019 | Los Angeles Sparks           | Statele Unite ale Americii |
| 2019-2020 | Ormanspor                    | Turcia                     |

Naturalizată româncă, ea participă în noiembrie 2019 la calificările pentru Cupa Mondială 2019.

### Distincții personale
- MVP al campionatului israelian 2008-2009 și finalistă a campionatului
- Finalistă a campionatului italian 2013-2014
- Cea mai bună marcatoare a campionatului italian 2013-2014